# Mittlerer Tianshan-Tunnel
Der Mittlere Tianshan-Tunnel oder Zhongtianshan-Tunnel (chinesisch 中天山隧道, Pinyin Zhōng Tiānshān Suìdào) ist ein Eisenbahntunnel in der chinesischen Provinz Xinjiang. Mit 22,5 Kilometern Länge gehört er zu den längsten Eisenbahntunneln der Volksrepublik China.

## Beschreibung und Baugeschichte
Am 25. Februar 2007 genehmigte die Staatliche Kommission für Entwicklung und Reform den weiteren Ausbau der Xinjiang-Südbahn im Streckenabschnitt zwischen Turpan und Korla. Das genehmigte Projekt umfasste die Elektrifizierung der zweigleisigen Strecke von Turpan nach Korla. Zusätzlich wurden 96,2 Kilometer Neubaustrecke von Turpan nach Yu’ergou und 55,4 Kilometer Neubaustrecke von Yanqi nach Korla in die Ausbauplanung aufgenommen. Eine neue Doppelgleisstrecke von 182,5 Kilometern von Yu’ergou nach Yanqi wurde geplant und die bestehende Strecke zwischen Yu’ergou nach Yanqi zur Nebenstrecke herabgestuft. Die Neubaustrecke zwischen Yu’ergou und Yanqi umfasste die Untertunnelung des Tianshan (Tian-Gebirge, „Himmelsgebirge“) an der Grenze des Kreises Toksun im Norden und des Kreises Hoxud im Süden. Der Tunnel wurde in Form eines aus zwei im Abstand von etwa 36 Meter weitgehend parallel zueinander verlaufenden Tunnelröhren realisiert. Anfang Mai 2007 wurde mit dem Bau des Tunnels begonnen. Am 16. September 2013 fand der Tunneldurchstich der rechten Tunnelröhre statt. Am 28. Februar 2014 war auch der Tunneldurchstich der zweiten Tunnelröhre erfolgt. Am 28. Dezember 2014 befuhr erstmals ein Güterzug die Neubaustrecke und den Tunnel, womit die Strecke offiziell in Betrieb genommen war.
Die Gesamtlänge des Tunnels beträgt 22 449 m. Durch den Tunnel wurde die Bahnstrecke um 123,6 Kilometer gegenüber der bisherigen Streckenführung der Xinjiang-Südbahn verkürzt. Die maximale Höhe der Strecke wurde von bisher 2980 Meter auf 1490 Meter reduziert. Die maximale Steigung auf dem Streckenabschnitt reduzierte sich von bisher 22,7 ‰ auf 13 ‰. Dadurch war auch eine höhere maximale Zuggeschwindigkeit von 160 km/h möglich. Die maximal mögliche Traktion der eingesetzten Güterzüge stieg von bisher 1800 auf 4000 Tonnen und die maximale Transportkapazität von 6 auf 50 Millionen Tonnen jährlich.